# Hedana morgani
Hedana morgani là một loài nhện trong họ Thomisidae.
Loài này thuộc chi Hedana. Hedana morgani được Eugène Simon miêu tả năm 1885.